# Fábio do Nascimento Barros
Fábio do Nascimento Barros (Uruguaiana, 28 de agosto de 1881 — Porto Alegre, 5 de março de 1952) foi um médico, professor, cronista e jornalista brasileiro.
Ingressou na Faculdade de Medicina de Porto Alegre, mas terminou o curso no Rio de Janeiro, em 1906. Retornou ao Rio Grande do Sul, onde foi médico do estado, nos Serviços de Higiene e na Santa Casa de Misericórdia de Porto Alegre.
Participou da Missão Médica Militar enviada à França na Primeira Guerra Mundial, atuando como Médico Capitão.
Foi também professor das disciplinas de fisiologia e clínica neurológica na Faculdade de Medicina de Porto Alegre.
Jornalista, fundou e dirigiu a revista Máscara, dirigiu o jornal A Manhã de 1920 a 1921. Trabalhou no Correio do Povo, onde foi diretor, de 1929 a 1930, e também redator, lá escreveu crônicas e críticas de arte e literatura, como as semanais Crônicas dos sete dias, com os pseudônimos de Victoriano Serra e Victor Marçal. Foi redator, além deste, dos jornais O Diário e de A Federação.

## Fonte de referência
- FRANCO, Sérgio da Costa. Guia Histórico de Porto Alegre, 4a edição, Editora da Universidade (UFRGS), Porto Alegre, 2006.

1. 1 2 3 4  «Museu de História da Medicina do Rio Grande do Sul». www.muhm.org.br. Consultado em 6 de janeiro de 2023